# Pártállam
A pártállam egyfajta politikai hatalmi rendszer, ahol egy uralmon levő párt (melyet ebben az esetben állampártnak nevezünk) demokratikus kontrollok nélkül gyakorolja az állami funkciókat. A pártállam tehát olyan speciális formája a diktatúrának, ahol a hatalom gyakorlásában kiemelkedő szerepe van egy, a többpárti demokrácia pártjaihoz egyes külső jegyeiben hasonló szervezetnek.
Az állampárt részvétele a hatalomgyakorlásban történhet közvetve, amikor a párt az állami szervekkel szervezetileg és a működésében szorosan összefonódik, vagy közvetlenül, amikor a párt az állami szerveket saját szerveivel helyettesíti, illetve azok feladatkörében önállóan jár el.

## A monopolisztikus hatalomgyakorlás
A pártállam arra törekszik, hogy a monopolisztikus helyzetben levő, az egész társadalmat irányítani – ellenőrizni törekvő párt az állami döntésekben is kizárólagosan érvényesítse hatalmát.
A klasszikus pártállam a totalitárius, diktatórikus rendszerek, így a fasiszta, nemzetiszocialista és a kommunista államberendezkedés tipikus megnyilvánulása.
Az állami és a pártapparátus nemcsak egybeépül, hanem a döntési hatáskörök gyakran tisztázatlanok és kialakul a törvényesség egyoldalú, az adott párt érdekeit szolgáló szűkítő értelmezése. A pártirányítás ugyanis valamennyi hatalmi ágban, mind a törvényhozásban, mind a végrehajtásban és az ügyészségi szervezetben, de még az igazságszolgáltatásban is érvényesül (például népbíró).
A törvényhozás pártirányítása a választási rendszer törvényi szabályozása alapján válik lehetővé.
Önmagában a többpártrendszer nem zárja ki az adott hatalomgyakorlás pártállami rendszerét. A pártállami jelleget több párt közül egynek a hegemonisztikus hatalomgyakorlása is megalapozza (például a volt NDK-ban formailag több párt működött).
A pártállam működését gyakran zavarok jellemzik, miközben a hatalmi berendezkedést a szervezet töretlenül védi. Lehetnek politológiai értelemben különbségek az egyes konkrét pártállamok között, fennmaradhatnak a parlamenti demokrácia egyes formai elemei.

## A pártállam Magyarországon
A magyar állam a Tanácsköztársaság és Szálasi Ferenc uralmának időszakát kivéve csak 1949-től 1989-ig, a Magyar Népköztársaság idején volt pártállam. A Rákosi Mátyás nevével fémjelzett időszakban a diktatúra kemény formáját jelenítette meg a pártállam. Az 1956-os forradalom után a hatalom gyakorlás módszerei sokat változtak, de a kommunista állampárt, a Magyar Szocialista Munkáspárt továbbra is szilárdan kezében tartotta a hatalmat, bár az ún. gulyáskommunizmus időszakában Magyarországot kedélyesen a „legvidámabb barakk” jelzővel emlegették. A Rákosi-korszakhoz képest a különbségek legfeljebb a döntések központosításának mértékében jelentenek eltérést; egyes időszakokban a gazdasági élet irányítása lazábbá, áttételesebbé válhat (mint az új gazdasági mechanizmus 1968-ban) a választási rendszer is általában egyes jelöltekre épül, amelyeket – a formailag közvetlenül demokratikus jelölés fenntartása mellett – Magyarországon 1986 előtt kizárólagos joggal az ugyancsak az állampárt által irányított Hazafias Népfront tartott a kezében. Egyes állami feladatokat névleg társadalmasítottak, így az üdültetés a Szakszervezetek Országos Tanácsa, mint nem állami szerv hatáskörébe tartozott.
A pártállami rendszernek Magyarországon is, csakúgy, mint általában, az egyik legfontosabb jellegzetessége a kettős hatalmi struktúra volt. A kommunista pártszervezetek minden szinten a párhuzamos állam- és közigazgatás szervezeti egységeinek a felettesei voltak. A politikai döntések – ideértve a belpolitikai fő kérdései mellett a gazdaságpolitika, kultúrpolitika, egyházpolitika és sok más társadalompolitikai ágazatra vonatkozó döntéseket is – nem a formálisan illetékes állami, közigazgatási hivatalokban, hanem a párttestületekben hozták meg, és az állami szervek csak végrehajtották azokat. A párt a belpolitikai döntések előkészítésében és végrehajtásában egyaránt nagyban támaszkodott a politikai rendőrségre, ami Magyarországon az 1962-1990 közötti időszakban a Belügyminisztérium III/III. Csoportfőnöksége volt.

## Mai pártállamok
2020-ban a következő országok voltak pártállamok:
- Eritrea (Népi Front a Demokráciáért és az Igazságért)
- Észak-Korea (Koreai Munkapárt)
- Kína (Kínai Kommunista Párt) (kivéve Hongkong és Makaó különleges közigazgatási területeket)
- Kuba (Kubai Kommunista Párt)
- Laosz (Laoszi Népi Forradalmi Párt)
- Türkmenisztán (Türkmenisztáni Demokrata Párt)
- Vietnám (Vietnámi Kommunista Párt)